# باولا ييتس
باولا ييتس (بالإنجليزية: Paula Yates)‏ هي صحفية ومقدمة تلفزيونية بريطانية، ولدت في 24 أبريل 1959 في كولوين باي في المملكة المتحدة، وتوفيت في 17 سبتمبر 2000 في لندن في المملكة المتحدة بسبب جرعة زائدة.

## وصلات خارجية
- باولا ييتس على موقع IMDb (الإنجليزية)
- باولا ييتس على موقع ميوزك برينز (الإنجليزية)
- باولا ييتس على موقع إن إن دي بي (الإنجليزية)
- باولا ييتس على موقع ديسكوغز (الإنجليزية)
- باولا ييتس على موقع قاعدة بيانات الفيلم (الإنجليزية)